# KALIBAPI
El  Kapisanan ng Paglilingkod sa Bagong Pilipinas (en inglés: Organization in the Service of the New Philippines, en español: Organización al Servicio de las Nuevas Filipinas), conocido por las siglas KALIBAPI, fue un partido político filipino, concebido como partido único o partido de Estado durante la ocupación japonesa de Filipinas. Versión filipina del fascismo.  

## Creación del partido
Formado sobre la base de la Comisión Ejecutiva de Filipinas (Komisyong Tagapagpaganap ng Pilipinas) dirigida por Jorge B. Vargas, el nuevo partido fue fundado el 8 de diciembre de 1942. Partido único de Estado y versión filipina del partido Taisei Yokusankai; gobernante en el Japón. Fue presidido por Benigno Aquino I, siendo disuelto tras la retirada japonesa del Archipiélago en el año 1945.
Los japoneses habían disuelto todos los partidos políticos del Archipiélago; incluso el pro-japonés Ganap, concibiendo el KALIBAPI como un movimiento de masas diseñado para apoyar la ocupación, así aprovechando el nacionalismo de la región.

## Dirección
En diciembre de 1942, el partido estuvo presidido por  Benigno S. Aquino, con Pio Durán como Secretario General. Formaba parte de la ejecutiva el líder del desaparecido Ganap Benigno Ramos.
Los tres líderes recorrieron el Archipiélago creando organizaciones locales  y promoviendo reuniones masivas en apoyo del Nuevo Orden.

## Misión

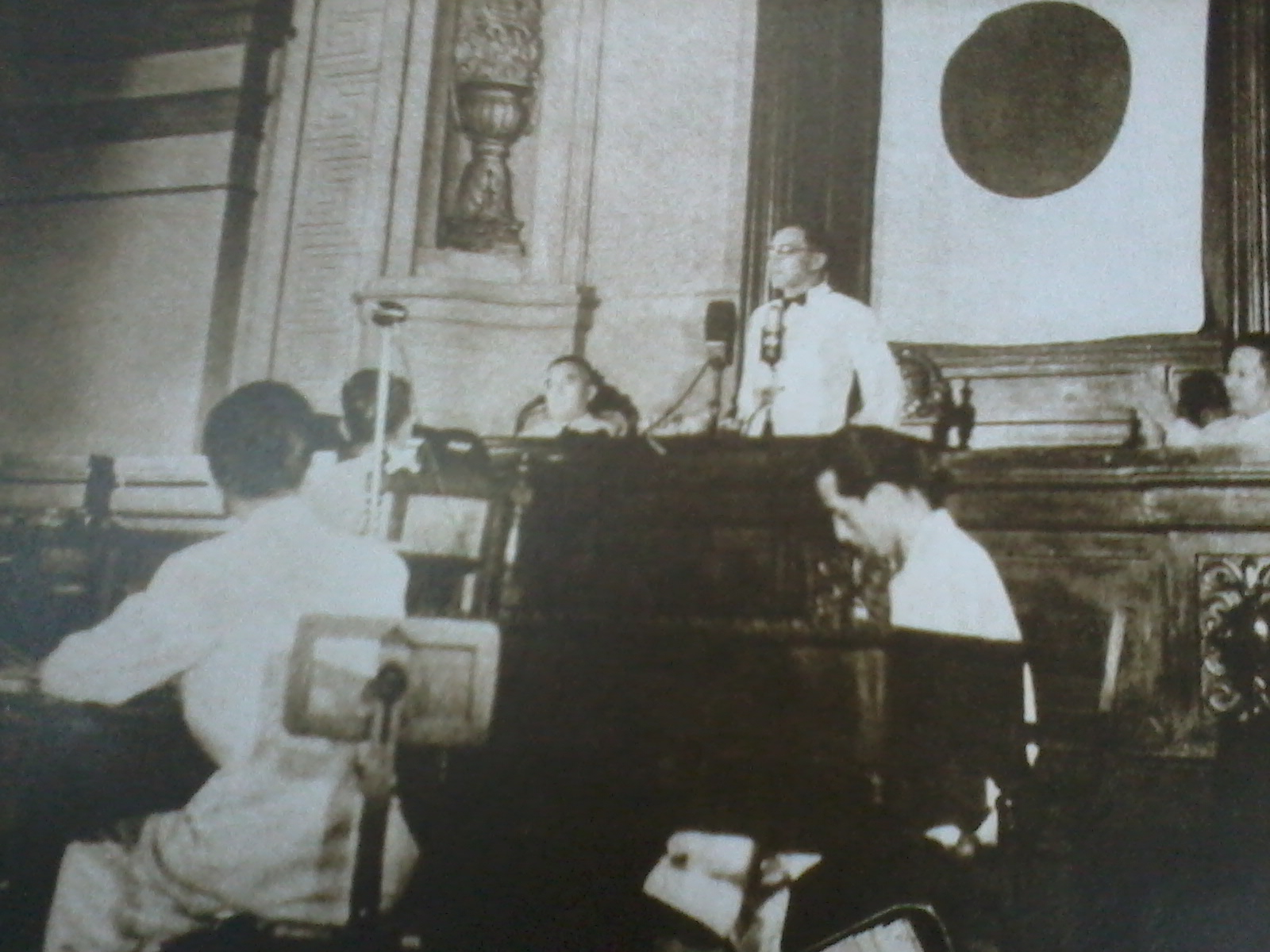
Laurel solicita de la Asamblea Nacional la aprobación de la Constitución (1943).

Para los ocupantes japoneses, sirve inicialmente como  un servicio de contratación de mano de obra para colaborar en el esfuerzo bélico. A mediados de 1943, comienza a asumir un papel político más importante cuando los ocupantes permiten al KALIBAPI redactar una nueva Constitución estableciendo una Asamblea Nacional presidida por Aquino, que sustituye a Camilo Osías.
Aunque los 54 miembros de la Asamblea eran miembros del KALIBAPI, 33 de ellos ya habían ocupado cargos electos antes de la invasión.

## Independencia

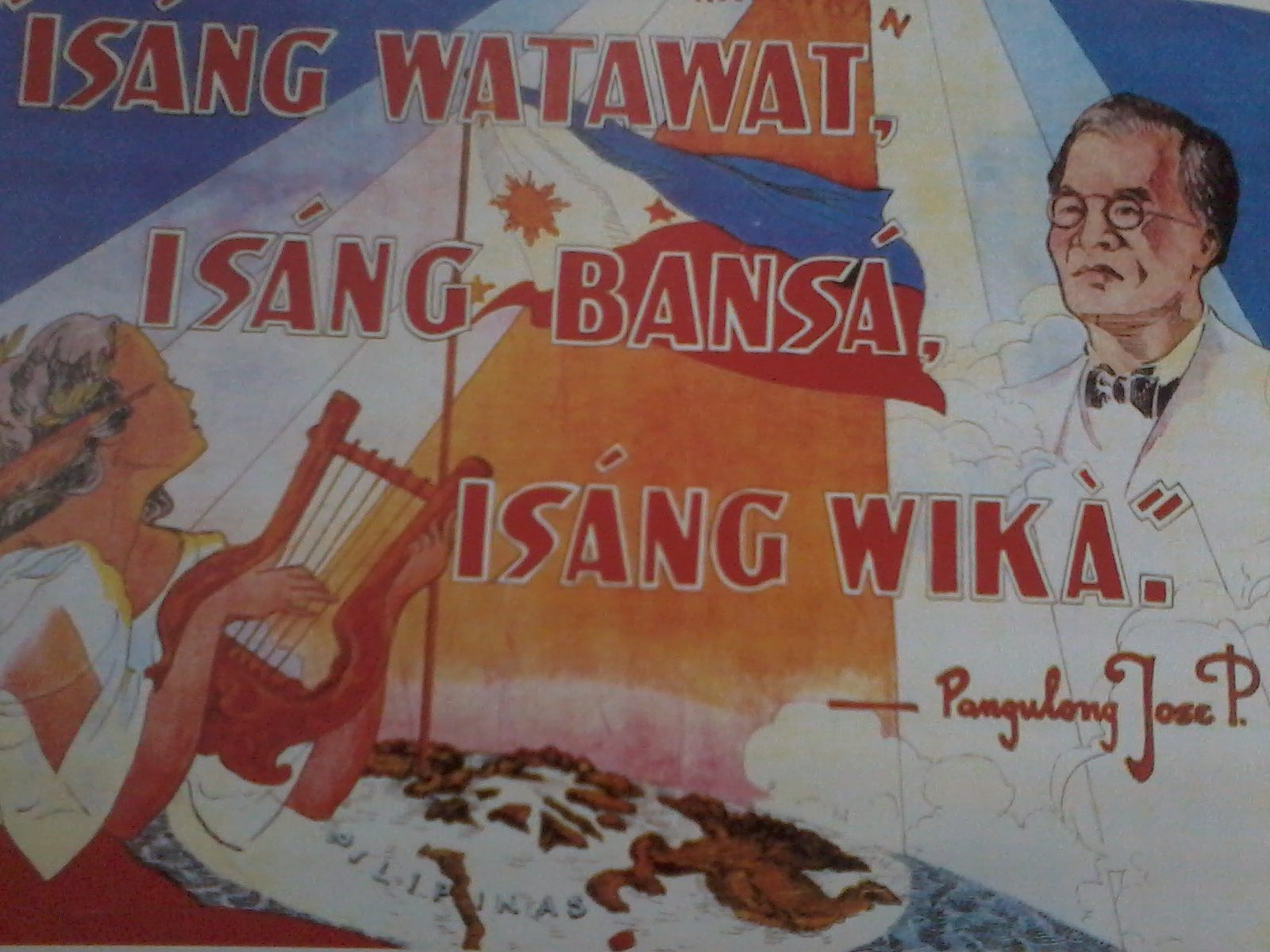
Propaganda lingüística de la administración Laurel: Una bandera, una nación, un idioma.

Gracias a la labor del Comité Preparatorio de la Independencia de Filipinas creado a mediados de 1943 por el  KALIBAPI bajo la dirección japonesa, las islas fueron declaradas oficialmente independientes el 14 de octubre de 1943, asumiendo la presidencia José P. Laurel y su gobierno el KALIBAPI.
Desde su oportunista visión nacionalista promueve el idioma tagalo, desplazando al idioma español como elemento central de la identidad filipina. Para este fin crean un panel formado por 1.000 palabras con la pretensión de su rápida comprensión por aquellas personas desconocedoras de esta nueva lengua.

## Distanciamiento
En noviembre de 1944 los invasores encargan a Ramos la formación de un nuevo grupo, el Makapili, insatisfechos por el apoyo recibido desde el KALIBAPI, cuyo gobierno se negaba a declarar la guerra.
KALIBAPI desapareció tras la retirada japonesa, siendo sus dirigentes tachados de colaboracionistas, por lo que sus miembros no pudieron concurrir a las elecciones de 1946, nuevamente bajo la ocupación estadounidense.